# Winthrop (Iowa)
Winthrop è una città degli Stati Uniti d'America, situata nello Stato dell'Iowa, nella Contea di Buchanan.
Sorge lungo la U.S. Route 20.